# Битва при Верті
Битва при Верті (також відома як битва при Рейшсоффені та битва при Фрешвіллері) — друга битва Французько-прусської війни 1870—1871 років, яка відбулася 6 серпня 1870 року в районі міста Верт на франко-німецькому кордоні. В ході битви німецькі війська під командуванням кронпринца Фрідріха розгромили французьку армію маршала Мак-Магона. Після цієї битви французи залишили Ельзас і Лотарингію.  

## Передумови
4 серпня 1870 року німецькі війська перейшли французький кордон і в битві при Вейссенбурзі завдали поразки 2-й французькій піхотній дивізії генерала Дуе. Захоплення німцями Вейссенбурга змусило французьке командування відмовитися від першопочаткового плану наступу вглиб Німеччини. Французька Рейнська армія під командуванням маршала Мак-Магона відійшла на оборонну позицію в районі села Фрешвіллер біля міста Верт. Тимчасом 3-тя німецька армія кронпринца Фрідріха продовжувала наступ вглиб французької території. 

## Сили сторін
В районі між населеними пунктами Рейшсоффен і Фрешвіллер займали оборону 1-й та 7-й армійські корпуси Рейнської армії французів — загалом 4,5 піхотні та 2 кавалерійські дивізії, частини резервної артилерії (50 тисяч вояків). 
З німецького боку діяла 3-тя німецька армія — 5-й та 11-й прусські армійські корпуси та 2-га баварська піхотна дивізія зі складу 2-го баварського армійського корпусу (88 тисяч вояків).

## Хід битви

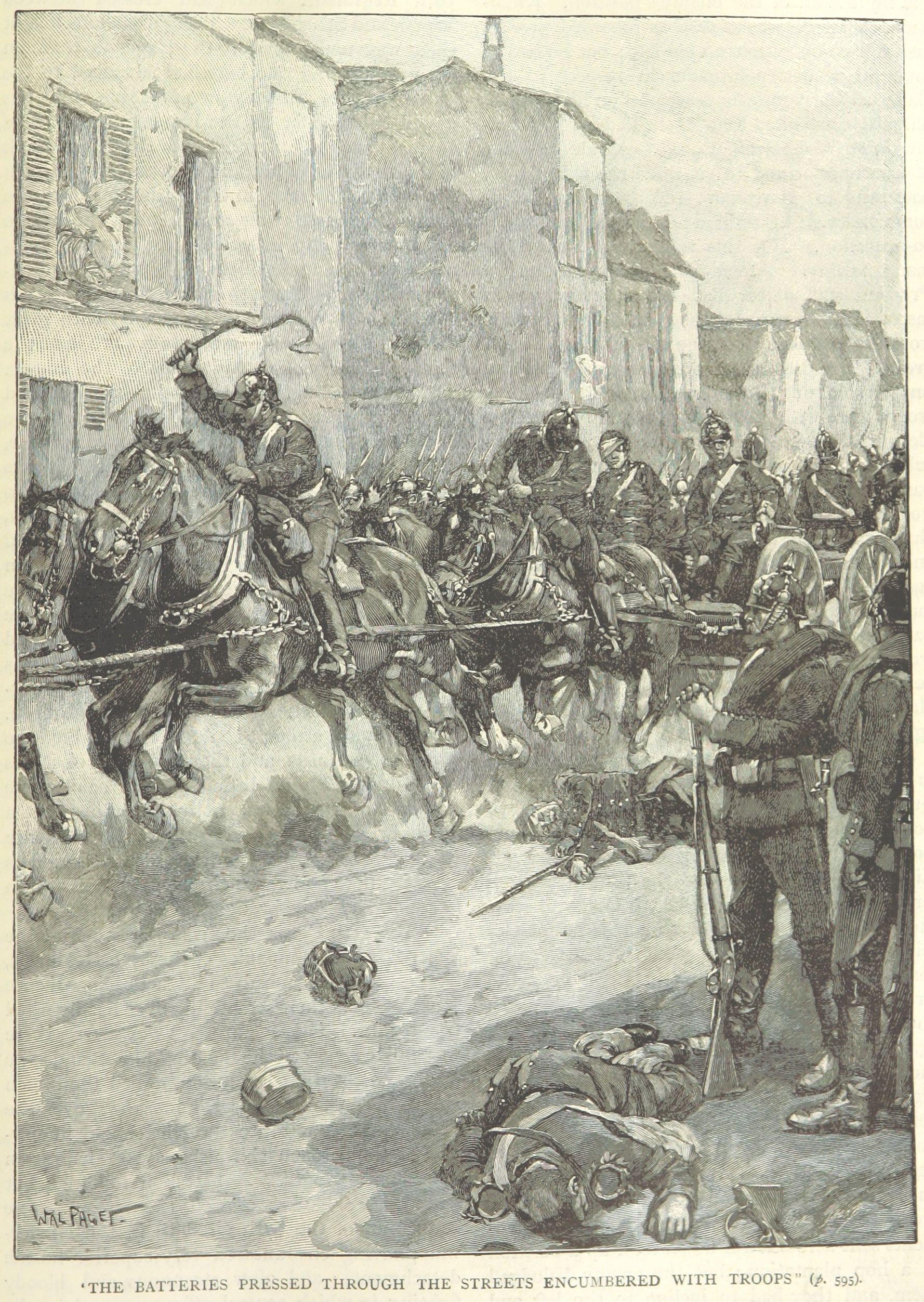
Прусські війська на вулицях Верту

Вранці 6 серпня в районі міста Верт 5-й прусський корпус зіткнувся із передовими частинами французької армії. Зав'язався бій, в який незабаром включилися 11-й прусський та 2-й баварський корпуси. Командувач 3-ї армії кронпринц Фрідріх не збирався давати тут бій і спершу віддав наказ своїм військам припинити битву, але бачачи успіх німецьких атак скасував своє рішення.  
Прусський 5-й армійський корпус без бою зайняв Верт і розмістив там батарею із 108 гармат. Під прикриттям артилерії пруссаки переправилися через річку Зауер і прорвали оборону 3-ї французької піхотної дивізії, але контратака 2-го полку зуавів ненадовго стримала їхній натиск. Атаки 2-го баварського корпусу були зупинені 1-м полком зуавів. До обіду німцям не вдалося добитися перелому в ході битви на свою користь. 
О 13:00 почався другий етап битви — кропринц Фрідріх ввів у бій основні сили своєї армії. Німецьке командування зосередило свої зусилля на оточенні французьких військ, для чого вони нанесли головний удар на правий фланг французів у районі Фрешвіллера. 2-й полк зуавів затято боронився і навіть зміг змусити відступити баварців, але врешті-решт був оточений і знищений. О 16:00 німці прорвали оборону французів у районі Фрешвіллера. Французьке командування вирішило організувати контрудари силами своїх піхотних і кавалерійських резервів. 
В районі села Рейшсоффен французька резервна кавалерійська бригада генерала Мішеля атакувала наступаючу німецьку піхоту. Основу бригади складали кірасири. Французька кіннота на повному галопі кинулася на німців і потрапила під шквальний вогонь німецької артилерії. Бригада Мішеля була повністю знищена, так із 8-го кірасирського полку цієї бригади в живих залишилося лише 17 вояків. Атака французької кінноти повторила атаку Легкої бригади британців під час Балаклавської битви 1854 року. Незважаючи на загибель бригади генерала Мішеля, її дії затримали наступ німців і дали змогу основним силам французької армії відійти на нові позиції. 
О 17:00 німці захопили Фрешвіллер. Французькі війська відступили під прикриттям контратак власної кавалерії. Прусська кіннота не змогла організувати переслідування відступаючих французів, і військам Мак-Магона вдалося відступити на захід. 

## Втрати сторін
Втрати французької армії становили 8000 убитих і поранених вояків, 12 000 вояків потрапили в полон. Німці змогли захопити 28 гармат, 5 мітральєз, 1193 коней. 
Німці втратили 1593 вояків убитими, 7590 вояків були поранені, 1373 зникли безвісти, було втрачено 341 коня. 

## Наслідки битви
В ході битви при Верті французька Рейнська армія була розгромлена, а її залишки почали відступ до Вердена і Шалона-на-Марні, де формувалася нова Шалонська армія. В той же день, коли відбулася битва при Верті, французькі війська зазнали поразки і під Шпіхерном. Поразки при Вейссенбурзі, Верті і Шпіхерні призвели до втрати французами Ельзасу і Лотарингії. 